# Neath Rugby Football Club
Il Neath Rugby Football Club è una squadra gallese di rugby a 15 gallese della Welsh Premier Division.
Gioca nello stadio The Gnoll di Neath e sono conosciuti come gli All Black gallesi per via del loro colore sociale: nero con solo una croce di malta come simbolo. Il Neath RFC è il più antico club di rugby del Galles essendo stato fondato nel 1871 da un gruppo di dieci uomini.
Il club possiede il 50% della squadra professionistica degli Ospreys, che milita attualmente nel campionato Pro14.

## Palmarès
- Welsh Club Champions (Campionato per club gallese): 1909/10, 1910/11, 1928/29, 1933/34, 1934/35, 1946/47, 1966/67, 1986/87, 1988/89, 1989/90
- Welsh Premier Division: 1990/91, 1995/96, 2004/05, 2005/06, 2006/07, 2007/08, 2009/10
- Welsh Cup: 1971/72, 1988/89, 1989/90, 2003/04, 2007/08, 2008/09
- Finalista di Welsh Cup: 1983/84, 1987/88, 1992/93, 1995/96, 2000/01, 2005/06

## Giocatori noti
- Allan Bateman
- Andrew Bishop
- Billy Boston
- Lewis Jones
- Jonathan Davies
- Scott Gibbs
- Thomas Hollingdale
- James Hook
- Adam Jones
- Lyn Jones
- Gareth Llewellyn
- Dai Morris
- Darren Morris
- Rowland Phillips
- David Pickering
- Gerwyn Price
- Paul Thorburn
- Adrian Varney
- Brian Williams
- Shane Williams